# Pterodroma macroptera
Pterodroma macroptera е вид птица от семейство Procellariidae.

## Разпространение
Видът е разпространен в Австралия, Мозамбик, Намибия, Остров Буве, Света Елена, Възнесение, Тристан да Куня, Френски южни и антарктически територии, Хърд и Макдоналд и Южна Африка.